# Высоково (Зуевский район)
Высоково — деревня в Зуевском районе Кировской области России. Входит в состав Мухинского сельского поселения.

## География
Деревня находится в восточной части Кировской области, в подзоне южной тайги, к востоку от автодороги 33Н-041, на расстоянии приблизительно 21 километра (по прямой) к юго-юго-западу (SSW) от города Зуевки, административного центра района. Абсолютная высота — 218 метров над уровнем моря.
Климат
Климат характеризуется как континентальный, с холодной многоснежной зимой и умеренно тёплым летом. Средняя температура воздуха самого холодного месяца (января) составляет −14 °C (абсолютный минимум — −45 °С); самого тёплого месяца (июля) — 18 °C (абсолютный максимум — 36 °С). Безморозный период длится в течение 119 дней. Годовое количество атмосферных осадков — 525 мм. Снежный покров держится в течение 155—160 дней.

## Население
| 2010 |
| ---- |
| 9    |

Половой состав
По данным Всероссийской переписи населения 2010 года в гендерной структуре населения мужчины составляли 66,7 %, женщины — соответственно 33,3 %.
Национальный состав
Согласно результатам переписи 2002 года, в национальной структуре населения русские составляли 100 % из 13 чел.